# Poręba
Poręba là một thị trấn thuộc huyện Zawierciański, tỉnh Śląskie ở nam Ba Lan. Thị trấn có diện tích 40 km². Đến ngày 1 tháng 1 năm 2011, dân số của thị trấn là 8765 người và mật độ 219 người/km².